# Relaciones Corea del Norte-Unión Europea
Las relaciones Corea del Norte-Unión Europea hace referencia a las relaciones diplomáticas entre Corea del Norte y la Unión Europea. Estas se iniciaron en mayo de 2001.

## Sanciones
Medidas autónomas fueron adoptadas por la Unión Europea para evitar que Corea del Norte llevará adelante su programa nuclear. Tras el lanzamiento en diciembre de 2012 de un satélite, utilizando tecnología de misiles balísticos, y una prueba nuclear en febrero de 2013, la UE adoptó medidas adicionales..